# Kabinet-Ichiro Hatoyama III
Het kabinet–Ichiro Hatoyama III (Japans: 第3次鳩山一郎内閣) was de regering van het Keizerrijk Japan van 22 november 1955 tot 23 december 1956.

## Kabinet–Ichiro Hatoyama III (1955–1956)
| Ambtsbekleder                                  | Ambtsbekleder     | Ambtsbekleder                          | Functie                                                      | Ambtstermijn     | Ambtstermijn     | Partij |
| ---------------------------------------------- | ----------------- | -------------------------------------- | ------------------------------------------------------------ | ---------------- | ---------------- | ------ |
|                                                | Ichiro Hatoyama   | Ichiro Hatoyama 鳩山一郎 (1883–1959)   | Premier                                                      | 10 december 1954 | 23 december 1956 | LDP    |
|                                                | Mamoru Shigemitsu | Mamoru Shigemitsu 重光葵 (1887–1957)   | Vicepremier                                                  | 10 december 1954 | 23 december 1956 | LDP    |
| Minister van Buitenlandse Zaken                | Mamoru Shigemitsu | Mamoru Shigemitsu 重光葵 (1887–1957)   |                                                              | 10 december 1954 | 23 december 1956 | LDP    |
|                                                |                   | Ryutaro Nemoto 根本龍太郎 (1907–1990)  | Secretaris- generaal                                         | 10 december 1954 | 23 december 1956 | LDP    |
|                                                | Naoto Ichimanda   | Naoto Ichimanda 一万田尚登 (1893–1984) | Minister van Financiën                                       | 10 december 1954 | 23 december 1956 | LDP    |
|                                                | Ryozo Makino      | Ryozo Makino 牧野良三 (1885–1961)      | Minister van Justitie                                        | 22 november 1955 | 23 december 1956 | LDP    |
|                                                | Tanzan Ishibashi  | Tanzan Ishibashi 石橋湛山 (1884–1973)  | Minister van Economische Zaken                               | 10 december 1954 | 23 december 1956 | LDP    |
|                                                |                   | Eizo Kobayashi 小林英三 (1892–1972)    | Minister van Volksgezondheid en Welzijn                      | 22 november 1955 | 23 december 1956 | LDP    |
|                                                |                   | Tadao Kuraishi 倉石忠雄 (1900–1986)    | Minister van Arbeid                                          | 22 november 1955 | 23 december 1956 | LDP    |
|                                                | Ichiro Kiyose     | Ichiro Kiyose 清瀬一郎 (1884–1967)     | Minister van Onderwijs                                       | 22 november 1955 | 23 december 1956 | LDP    |
|                                                | Shinji Yoshino    | Shinji Yoshino 吉野信次 (1888–1971)    | Minister van Transport en Infrastructuur                     | 22 november 1955 | 23 december 1956 | LDP    |
|                                                |                   | Genji Baba 馬場元治 (1902–1968)        | Minister van Bouw en Constructie                             | 22 november 1955 | 23 december 1956 | LDP    |
|                                                | Ichiro Kohno      | Ichiro Kohno 河野一郎 (1898–1965)      | Minister van Landbouw, Bosbouw en Visserij                   | 10 december 1954 | 23 december 1956 | LDP    |
| Directeur- generaal voor Administratieve Zaken | Ichiro Kohno      | Ichiro Kohno 河野一郎 (1898–1965)      | 22 november 1955                                             |                  | 23 december 1956 | LDP    |
|                                                |                   | Isamu Murakami 村上勇 (1902–1991)      | Minister van Communicatie en Post                            | 22 november 1955 | 23 december 1956 | LDP    |
|                                                | Funada Naka       | Funada Naka 船田中 (1895–1979)         | Directeur- generaal van de JSDF                              | 22 november 1955 | 23 december 1956 | LDP    |
|                                                | Masataka Ohta     | Masataka Ohta 太田正孝 (1886–1982)     | Directeur- generaal voor Binnenlandse Zaken                  | 22 november 1955 | 23 december 1956 | LDP    |
|                                                | Tadao Oasa        | Tadao Oasa 大麻唯男 (1889–1957)        | Voorzitter van de Commissie voor Openbare Orde en Veiligheid | 10 december 1954 | 23 december 1956 | LDP    |

Yoshida I ·
Katayama ·
Ashida ·
Yoshida II ·
Yoshida III ·
Yoshida IV ·
Yoshida V ·
I. Hatoyama I ·
I. Hatoyama II ·
I. Hatoyama III ·
Ishibashi ·
Kishi I ·
Kishi II ·
Ikeda I ·
Ikeda II ·
Ikeda III ·
Sato I ·
Sato II ·
Sato III ·
K. Tanaka I ·
K. Tanaka II ·
Miki ·
T. Fukuda ·
Ohira I ·
Ohira II ·
Suzuki ·
Nakasone I ·
Nakasone II ·
Nakasone III ·
Takeshita ·
Uno ·
Kaifu I ·
Kaifu II ·
Miyazawa ·
Hosokawa ·
Hata ·
Murayama ·
Hashimoto I ·
Hashimoto II ·
Obuchi ·
Mori I ·
Mori II ·
Koizumi I · 
Koizumi II ·
Koizumi III ·
Abe I ·
Y. Fukuda ·
Aso ·
Y. Hatoyama ·
Kan ·
Noda ·
Abe II ·
Abe III ·
Abe IV ·
Suga ·
Kishida I ·
Kishida II